# Педру Пашеку
Педру Пашеку де Мелу (англ. Pedro Pacheco de Melo, нар. 27 червня 1984, Понта-Делгада) — канадський та португальський футболіст, що грав на позиції півзахисника.
Виступав, зокрема, за клуби «Санта-Клара» та «Насіунал», а також національну збірну Канади.

## Клубна кар'єра
У дорослому футболі дебютував 2002 року виступами за нижчолігову португальську команду «Віторія» (Піку-да-Педра), в якій провів один сезон, взявши участь у 24 матчах чемпіонату.
У 2003 році він перейшов до «Санта-Клари» зі свого рідного міста, але через високу конкуренцію зіграв лише два матчі у Сегунда-лізі, тому після закінчення сезону він залишив команду і надалі грав за нижчолігові клуби «Лузитанія» та «Операріо» (Лагоа).
2007 року Пашеку повернувся до «Санта-Клари», яка все ще грала у другому дивізіоні, і почав регулярно виступати за першу команду, провівши загалом 46 ігор протягом двох сезонів. Своєю грою за цю команду привернув увагу представників тренерського штабу вищолігового клубу «Насіунал» (Фуншал), куди і перейшов влітку 2009 року. Він дебютував у Прімейрі 5 жовтня 2009 року в матчі проти «Віторії Гімарайнш» (2:0), але провів лише 5 матчів за «Насьональ» у вищому дивізіону, через що по завершенні сезону 2009/10 повернувся до «Санта-Клари», де став капітаном команди. Цього разу відіграв за клуб з Азорських островів наступні дев'ять сезонів своєї ігрової кар'єри. Більшість часу, проведеного у складі «Санта-Клари», був основним гравцем команди, зігравши понад 300 ігор в усіх турнірах і 2018 року допоміг команді вийти до Прімейри, де провів один рік.
У серпні 2019 року 35-річний Пашеку приєднався до клубу «Ідеал» з португальського третього дивізіону, де провів наступний сезон, після чого ще рік провів за клуб «Рабу-ді-Пейші» у тій же лізі.
Завершив ігрову кар'єру у команді «Мікаеленсе», за яку виступав протягом 2021—2023 років.

## Виступи за збірну
Будучи дитиною, Педру деякий час прожив у Канаді, тому він скористався можливістю виступати за збірну цієї країни, коли йому представилася така можливість. 24 травня 2010 року дебютував в офіційних іграх у складі національної збірної Канади в товариському матчі проти збірної Аргентини (0:5).
У складі збірної був учасником Золотого кубка КОНКАКАФ 2011 року у США, Золотого кубка КОНКАКАФ 2013 року у США та розіграшу Золотого кубка КОНКАКАФ 2015 року у США та Канаді.
Загалом протягом кар'єри в національній команді, яка тривала 6 років, провів у її формі 18 матчів.